# Troposfera
Troposfera je najniži, najgušći i najtopliji dio Zemljine atmosfere kojem je prosječna visina u srednjem pojasu 10 – 12 km, na ekvatoru 16 – 18 km, a na polovima samo 6 – 8 km. Ta razlika u visini posljedica je toga što je zrak u ekvatorskom pojasu izložen jačem Sunčevom zračenju i zagrijavanju koje tamo jače utječe na širenje zraka nego u polarnim pojasima (Gay-Lussacov zakon).
Troposfera se dijeli na površinski sloj visok 2 – 3 km (peplogranica) i iznad njega advekcijski sloj. Premda volumenom zauzima vrlo malen dio cjelokupne Zemljine atmosfere, troposfera sadrži 75 – 80 % tvari u njoj. Razlog tome je što se zrak, kao i svaki plin, da komprimirati, te je tlak u donjim slojevima značajno veći zbog težine viših slojeva i s rastom visine opada nelinearno. 
U njoj se nalazi gotovo sva vodena para, a topli zrak podiže se s površine, dok se hladniji zrak iz većih visina spušta, što je uzrok svih meteoroloških zbivanja na Zemlji odnosno vremenskih prilika. 
Za troposferu je tipična konstantna promjena temperature za oko −6,5°C/km visine. Stoga je na granici troposfere, ovisno o njenoj visini, temperatura između −50°C (u polarnom pojasu) i −80°C (na ekvatoru).
Granicu sa stratosferom čini tropopauza u kojoj se temperatura koleba i počinje rasti s visinom (ovisno o zemljopisnoj širini i dobu godine).

## Tlak i temperature u troposferi

### Sastav
Kemijski sastav troposfere uglavnom je ravnomjerno raspoređen, osim vodene pare. Vodena para nastaje na površini Zemlje hlapljenjem ili isparavanjem. Kako temperatura i tlak zraka u troposferi opadaju s visinom, tako i količina vodene pare jako opada s visinom. 

### Tlak
Atmosferski tlak je najveći na razini mora i smanjuje se s većim nadmorskim visinama. To je zato što je atmosfera gotovo u hidrostatskoj ravnoteži, što znači da je tlak u nekoj točki proporcionalan težini zraka iznad te točke.
Atmosferski tlak na raznim visinama se može izračunati prema formuli:
{\displaystyle {P}=P_{b}\cdot \left[{\frac {T_{b}}{T_{b}+L_{b}\cdot (h-h_{b})}}\right]^{\frac {g_{0}\cdot M}{R^{*}\cdot L_{b}}}}
gdje su:
P – statični tlak (paskala)
Pb = 101 325 Pa
Tb = 288,15 K
Lb =  −0,0065 (K/m)
h – visina nad morem (metara)
hb = 0 m
R* – opća plinska konstanta: 8,31432×10³ N·m / (kmol·K)
g0 – sila gravitacije (9,80665 m/s2)
M – molarna masa zraka na Zemlji (28,9644 g/mol)

### Temperatura
Temperatura troposfere opada s povećanjem nadmorske visine. Stopa opadanja temperature {\displaystyle -dT/dz} može se podijeliti u dvije vrste:
1) stopa opadanja temperature okoliša – Odnosi se na atmosferu u mirovanju, a iznosi u prosjeku 6,49 K(°C) / 1000 m. To je zato što se upijanje ili apsorpcija Sunčeve energije javlja uglavnom na površini Zemlje, koja prijelazom topline grije donje dijelove atmosfere. Toplinsko zračenje uglavnom se odvija na vrhu troposfere, što je hladi.
2) adijabatska stopa opadanja temperature – Odnosi se na promjenu temperature čestica zraka, koje se uzdižu (ili spuštaju), bez izmjene topline s okolinom, jer je zrak slab prijenosnik topline. Dvije su vrste:
2a) suha adijabatska stopa opadanja temperature – iznosi otprilike 9,8 K(°C) / 1000 m
2b) vlažna adijabatska stopa opadanja temperature – iznosi otprilike 5 K(°C) / 1000 m
U umjerenom pojasu prosječno se temperatura mijenja od 15 °C na razini mora, do −55 °C na vrhu troposfere. Troposfera je tanja na polovima, pa je temperatura na vrhu troposfere oko −45 °C. Na ekvatoru, gdje je troposfera najdeblja, temperatura na vrhu troposfere iznosi otprilike −75 °C.

## Tropopauza
Tropopauza je granični sloj između troposfere i stratosfere. U troposferi temperatura opada s visinom, dok se u stratosferi temperatura povećava. Tropopauza je granični sloj, gdje pad temperature prelazi u rast temperature i nema značajnog miješanja zraka između troposfere i stratosfere.

## Podjela troposfere
Troposferu je moguće dalje podijeliti na: 
- planetarni granični sloj (od Zemljine površine do visine 1,8 km – 2,4 km; u tom sloju značajno je djelovanje Zemljine površine na atmosferske procese, pojedini klimatski elementi imaju izraziti dnevni hod; posebno je izraženo turbulentno trenje na gibanje zraka);
- srednja troposfera (uglavnom je 1,8 km – 7,6 km; utjecaj Zemljine površine na atmosferske procese manje je značajan);
- gornja troposfera (najgornji dio troposfere)[3]

## Strujanje atmosfere

### Model tri ćelije
Cirkulacija u atmosferi odvija se u okviru globalnih strujnih sustava, prenoseći toplinsku energiju od ekvatorskog područja prema polovima. Postoje tri osnovne meridionalne cirkulacijske ćelije na sjevernoj i južnoj Zemljinoj polutci koje su određene prijenosom energije kao i Coriolisovim učinkom:
- Hadleyjeva ćelija - Zrak se uzdiže u ekvatorskom području (područje međutropske zone konvergencije) zbog evaporacijskih i konvekcijskih procesa nastalih zbog jakog zagrijavanja, te se spušta u suptropskim područjima visokog tlaka (Azorska anticiklona, itd.). Posljedica ove cirkulacijske ćelije su istočni pasatni vjetrovi koji pušu od područja suptropskih anticiklona prema međutropskoj zoni konvergencije.
- Ferrelova ćelija ili ćelija umjerenih zemljopisnih širina - Obrnuto orijentirana cirkulacija od Hadleyjeve, te se zbog Coriolisovog učinka javljaju zapadni vjetrovi. Na njezinoj sjevernoj granici, koja ima dodir s polarnom cirkulacijskom ćelijom, stvaraju se ciklonalni sustavi (npr. islandska ciklona) koji svojim razvojem i gibanjem prenose toplinsku energiju zonalno i meridionalno.
- polarna cirkulacijska ćelija - Zrak se spušta u području polova, istječe prema jugu (zbog Coriolisovog učinka strujanje biva zakrenuto prema zapadu) te sudjeluje u konvekcijskom stvaranju ciklona.

Osim meridionalnih cirkulacijskih ćelija, postojanje kopnenih površina uvjetuje i stvaranje zonalnih ćelija. Jedna zonalna ćelija se javlja nad područjem Tihog oceana, te omogućuje nastajanje El Niña. Deformacija se javlja i zbog visokih planinskih lanaca kao što je Himalajsko gorje, koje ne dozvoljava strujanje u nižim slojevima te uvjetuje pojavu monsuna u području Indijskog potkontinenta. 

### Zonalno i meridionalno strujanje
Zonalno strujanje je pojam iz meteorologije koji opisuje glavni uzorak strujanja atmosfere od zapada prema istoku. To zonalno strujanje se savija i prelazi na meridionalno strujanje, koje je okomito na zonalno strujanje: od sjevera prema jugu.